# مرداب‌سوار زرشکی
مُرداب‌سوار زرشکی (نام علمی: Trithemis aurora) گونه‌ای از آسیابک (نوعی سنجاقک) از خانواده کوتاه‌سنجاقکان (Libellulidae) است.
مرداب‌سوار زرشکی آسیابکی میان‌جثه است که به طور معمول در مخازن و حوضچه‌های پر از علف هرزه، باتلاق‌ها، کانال‌ها، و رودهای با جریان آرام در مناطق پست یا تپه‌ماهوری زندگی می‌کند.
تولید مثل آن نیز در رودخانه‌ها، کانال‌ها، برکه‌ها و مخازن صورت می‌گیرد. نر آن تفاوت واضحی با ماده آن دارد.
مرداب‌سوار زرشکی در سراسر سال به طور گسترده در مناطق شرقی زمین یافت می‌شوند.

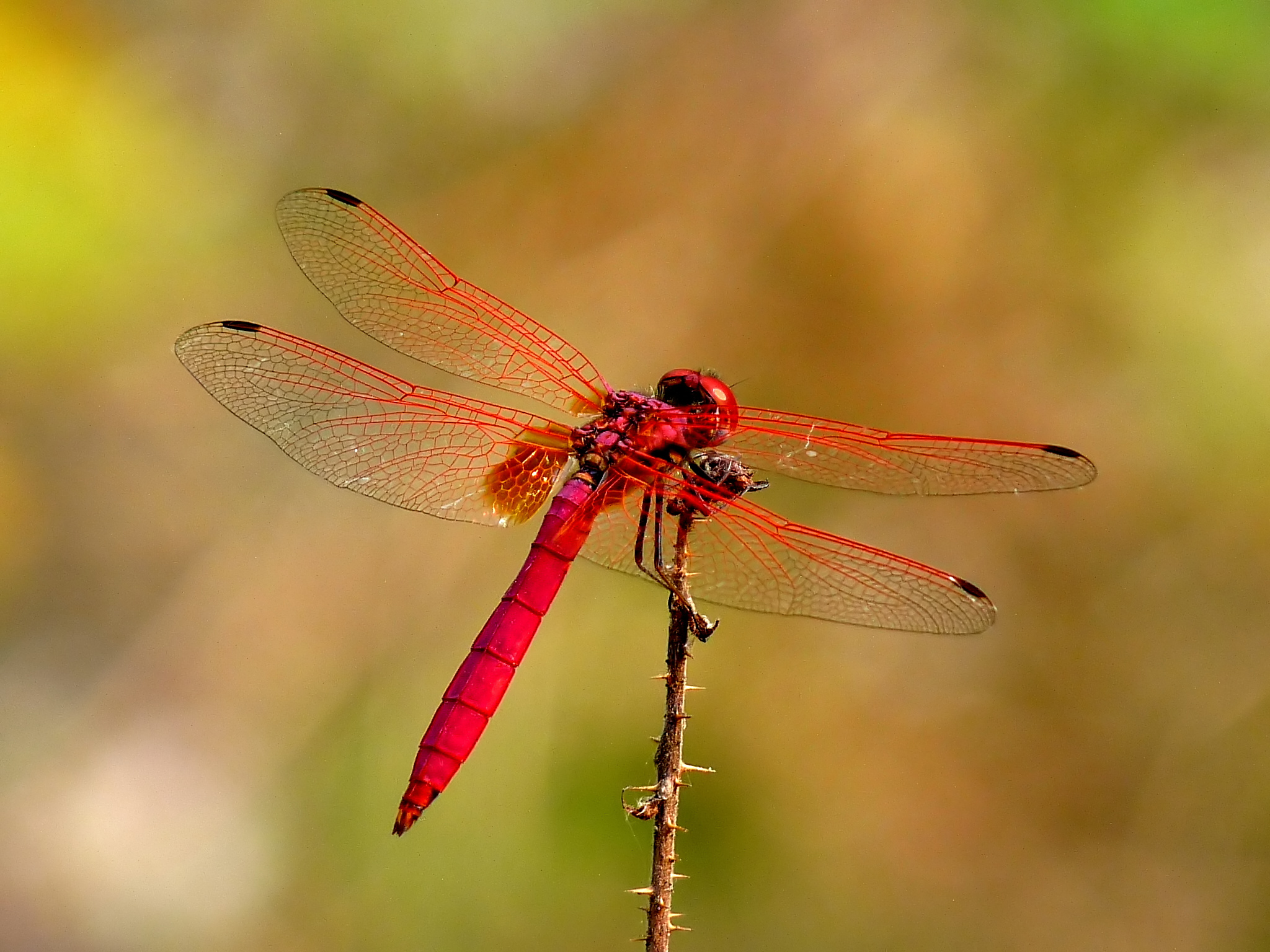
نر.

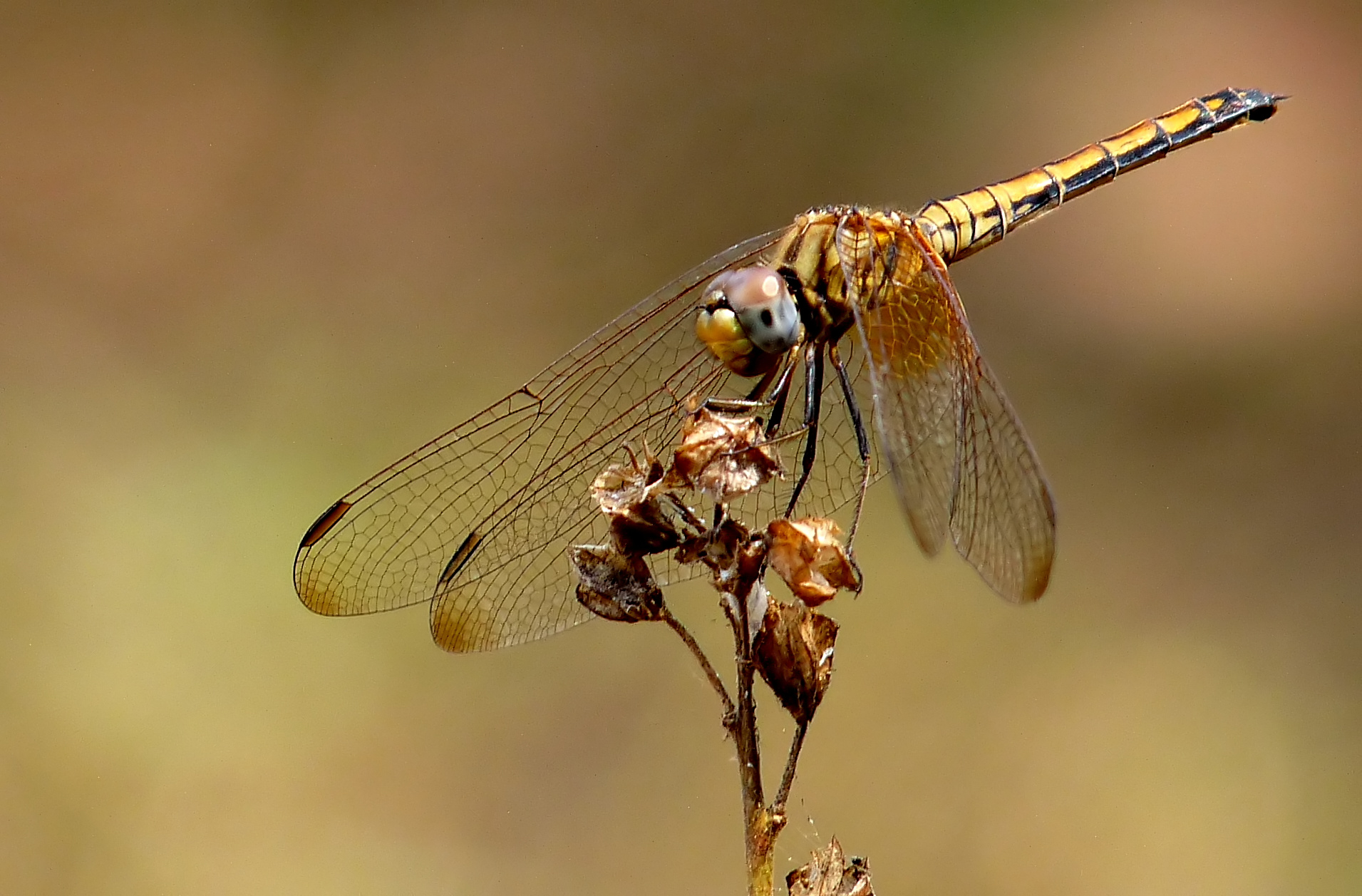
ماده.

صورت نر آن قهوه‌ای مایل به قرمز است و چشمان آن در بالا زرشکی‌رنگ و در دو طرف قهوه‌ای هستند. سینه آن قرمز است که گردی بنفش به روی آن دیده می‌شود. شکم آن که در قسمت پایه متورم است، به رنگ زرشکی است که ته‌رنگی از بنفش نیز در آن دیده می‌شود. بال‌ها شفاف‌اند و رگه‌بندی زرشکی دارند و پایه بال‌ها کهربایی است. لکه‌های بال‌ها قهوه‌ای تیره مایل به قرمز و پاها به رنگ سیاه هستند.